# Liu’ao (köpinghuvudort i Kina, Zhejiang Sheng, lat 29,09, long 121,59)
Liu'ao (kinesiska: 六敖, Liu’ao Zhen, 六敖镇, Liu’ao) är en köpinghuvudort i Kina. Den ligger i provinsen Zhejiang, i den östra delen av landet, omkring 190 kilometer sydost om provinshuvudstaden Hangzhou. Antalet invånare är 24 679. Befolkningen består av 11 899 kvinnor och 12 780 män. Barn under 15 år utgör 17,0 %, vuxna 15-64 år 70 %, och äldre över 65 år 11,0 %.
Närmaste större samhälle är Jiantiao, 5,8 km sydost om Liu'ao. Trakten runt Liu'ao består till största delen av jordbruksmark.
Genomsnittlig årsnederbörd är 1 837 millimeter. Den regnigaste månaden är juni, med i genomsnitt 338 mm nederbörd, och den torraste är januari, med 56 mm nederbörd.